# Tierritas Blancas, Zacatecas
Tierritas Blancas är en ort i Mexiko.   Den ligger i kommunen Villa García och delstaten Zacatecas, i den centrala delen av landet, 400 km nordväst om huvudstaden Mexico City. Tierritas Blancas ligger 2 121 meter över havet och antalet invånare är 594.
Terrängen runt Tierritas Blancas är platt åt sydväst, men åt nordost är den kuperad. Runt Tierritas Blancas är det ganska glesbefolkat, med 50 invånare per kvadratkilometer. Närmaste större samhälle är Loreto, 18,5 km norr om Tierritas Blancas. Omgivningarna runt Tierritas Blancas är i huvudsak ett öppet busklandskap.